# Camponotus lamarckii
Camponotus lamarckii é uma espécie de inseto do gênero Camponotus, pertencente à família Formicidae.